# Villeneuve (Żyronda)
Villeneuve – miejscowość i gmina we Francji, w regionie Nowa Akwitania, w departamencie Żyronda.
Według danych na rok 1990 gminę zamieszkiwały 314 osoby, a gęstość zaludnienia wynosiła 68 osób/km² (wśród 2290 gmin Akwitanii Villeneuve plasuje się na 866. miejscu pod względem liczby ludności, natomiast pod względem powierzchni na miejscu 1446.).